# Ân Đô
Ân Đô (chữ Hán giản thể: 殷都区, Hán Việt: Ân Đô khu) là một quận thuộc địa cấp thị An Dương (chữ Hán giản thể: 安阳市), tỉnh Hà Nam, Cộng hòa Nhân dân Trung Hoa. Quận Ân Đô có diện tích 70 km2, dân số năm 2002 là 220.000 người, mã số bưu chính là 455004. Quận lỵ đóng ở đường đường Mai Đông.
Quận này được chia ra thành các đơn vị hành chính gồm 9 nhai đạo: Bắc Mông, Tương Đài, Mai Nguyên, Thiết Tây Lộ, Điện Hán Lộ, Thanh Phong, Thiếu Hán, Thủy Dã, Lý Trân và hương Tây Giao.